# So estereofònic

Símbol de l'estèreo

El so estereofònic o estèreo (en anglès stereo) és el gravat i reproduït en dos canals (disposició 2.0). Actualment els CD d'audio, les emissores de ràdio FM (majoritàriament), cassets i alguns canals de TV i televisió per satèl·lit transmeten senyals d'àudio estèreo. El propòsit de gravar en so estereofònic és el de recrear una experiència més natural en escoltar, on -almenys en part- es reprodueix la direcció (esquerra i dreta) d'on prové cada font de so gravada.
El terme estèreo ve del grec stéreos, que significa 'sòlid', i -encara que es refereix exclusivament a sistemes de dos canals- el terme es pot aplicar a qualsevol sistema d'àudio que usi més d'un canal, així com l'àudio de 5.1 canals i als sistemes de 6.1 que s'usen en pel·lícules i produccions televisives.
Encara que el so estèreo pugui tenir dos canals monoaurals independents, usualment el senyal en un canal està relacionada amb el senyal de l'altre canal. Per exemple, si es gravés exactament el mateix senyal en ambdós canals, llavors s'escoltaria com un so central «fantasma» quan fos reproduït en els altaveus. És a dir, el so sembla provenir del punt mitjà entre els dos altaveus.
Clément Ader va dissenyar el primer sistema estereofònic el 1881 pels cinemes (teatres).
L'enregistrament en estèreo va ser introduït en els negocis musicals durant la tardor de 1957, substituint a l'enregistrament monoaural (d'un sol canal).

## Història

### Inicis
L'any 1881, Clément Ader va fer una demostració del primer sistema d'audio de dos canals a partir d'un conjunt de transmissors telefònics que estaven connectats des de l'escenari del "Paris Opera" fins a l'Exibició Elèctrica de París, on els espectadors podien escoltar una transmissió en viu de les actuacions a través de receptors connectats a les seves orelles. La revista Scientific American va informar del següent:
| « | Tothom que ha tingut la sort d'escoltar els telèfons en el Palais de l'Industrie ha remarcat que, en escoltar amb les dues orelles en els dos telèfons, el so pren un caràcter especial d'alleujament i focalització que un sol receptor no pot produir .... aquest fenomen és molt curiós, ens aproxima a la teoria de l'auditori binaural, i creiem que mai abans s'ha aconseguit produir aquesta notable il·lusió a la qual gairebé es pot donar el nom de perspectiva auditiva. | » |

Aquest procés va ser comercialitzat a França des del 1890 fins al 1932 amb el nom de Théâtrophone i a Anglaterra des del 1895 fins al 1925 amb el nom d'Electrophone. Els serveis es trobaven a hotels o cafés i també a cases on es pagava per probar-ho.

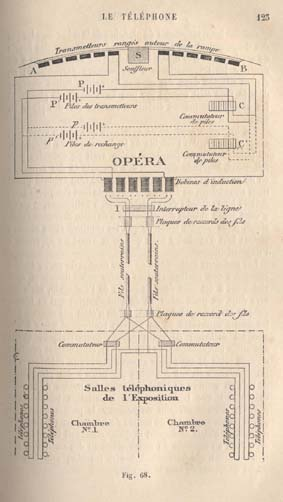
Diagrama del prototip del théatrophone de Clément Ader a l'Òpera de París (1881)

### Cinerama
La introducció del so estereofònic al públic es va produir als cinemes, concretament el 30 de setembre de l'any 1952 amb la realització d'una producció amb Cinerama anomenada This is Cinerama. La tecnologia emprada en aquest cas va ser desenvolupada per Hazard E. Reeves i consistia en 5 canals de so darrere de l'escenari i 2 canals de so envolupant en la part posterior del recinte.

### So Estereofònic Modern
La tecnologia moderna del so estereofònic va ser inventada l'any 1930 per l'enginyer anglès Alan Blumlein a l'EMI, una discogràfica que va patentar films estereofònics i el so envolvent.
Blumlein va començar els experiments binaurals l'any 1933, any de la producció dels primers discs en estèreo (25 anys abans que es convertís en un estàndard). Pel que fa a l'àmbit cinematogràfic, aquesta tecnologia no es va poder implementar per primer cop fins a l'any 1935, on es van fer pel·lícules com ara "Trains At Hayes Station" o "The Walking & Talking Film".

## Estereofonia
L'oïda pot localitzar la direcció d'una font sonora. Això és possible gràcies a les diferències de percepció de cada oïda doncs els so, en la seva propagació, perd intensitat. A més, cada oïda capta fases diferents del so. Els pavellons auriculars són com antenes direccionals que capten millor els sons provinents de la part davantera del oient que de la part darrera.
La diferència de fase respecte a la captació del so per l'oïda, està relacionada amb la longitud d'ona del so i amb la distància entre les dues oïdes (separades uns 15 cm). La longitud des de l'onda de sons audibles s'estén des d'uns 17 mm fins a uns 17m (20.000 Hz a 20 Hz), per això, els sons que posseeixen una longitud d'ona sensiblement inferior a la distància de separació entre les dues oïdes seran percebudes amb notables diferències de fase proporcionant, d'aquesta manera, informació sobre la procedència del so.
Com a les baixes freqüències les corresponen llargues longituds d'ona, quasi no influirà en la recepció dels sons la diferència de fase. Els sons aguts, d'alta freqüència, seran fàcilment localitzables, per la seva menor longitud d'ona, arribaran a l'oïda amb diferències de fase apreciables.
El registre del so es, essencialment, monofònic o estereofònic. És monofònic quan és captat per un únic micròfon lo que és assimilable a l'escolta per una sola oïda. La estereofonia requereix la captació del so per dos micròfons que representen a les dues oïdes del ser humà. Aquesta separació s'ha de mantenir durant tot el procés, fins a arribar a la seva reproducció per altaveus independents.

## Tècniques microfòniques

### Coincidents
Aquestes tècniques es basen en diferències d'intensitat interaural (diferència entre l'amplitud de la senyal que arriba a un micròfon i a l'altre), i per tant, no comporten problemes de fase quan la gravació es reprodueix en mono.

#### Tècnica X-Y
Es fan servir dos microfons direccionals amb les càpsules en el mateix punt i amb un angle d'obertura d'entre 90° i 135º. A causa de la falta de diferències de temps i fase, les gravacions X-Y tenen menys sensació d'espai i profunditat en comparació amb les tècniques no coincidents.
La tècnica Blumlein és una variació de la tècnica X-Y molt utilitzada. S'utilitzen dos microfons bidireccionals, orientats a ±45° respecte la font sonora, obtenint una cobertura de 360°. La imatge estereofònica produïda és realista i és ideal per enregistrar grups petits i mitjans d’instruments alhora, per exemple un quartet de corda o un quintet de vent.

#### Tècnica M/S
Aquesta tècnica coincident utilitza un micròfon bidireccional (també anomenat com a figura de 8) orientat lateralment i un altre micròfon a 90° mirant directament a la font sonora. El segon micròfon és generalment de patró polar cardioide, encara que Alan Blumlein va descriure l’ús d’un transductor omnidireccional en la seva patent original.
Els canals esquerre i dret es produeixen a través d’una matriu simple: esquerre = mig + banda; dret = mig − banda (el senyal amb la polaritat invertida). Aquesta configuració produeix un senyal completament compatible amb mono. L'amplada de la imatge estèreo és pot manipular posteriorment a l'enregistrament, a diferència de les tècniques anteriors.

### Quasi-coincidents
Aquestes tècniques consisteixen en un parell de micròfons cardiodies, poc separats i inclinats cap a fora. La separació dels micròfons ha de ser de 17cm com a mínim, que és la distància aproximada entre les orelles humanes.
Tenen una compatibilitat a mono considerable, a diferència de les tècniques no coincidents. Com que els micròfons són direccionals, capten menys camp difós (so de sala o reverberació) per tant es poden col·locar lluny de la font sonora.

#### Tècnica ORTF
Tècnica desenvolupada als anys 60 per l'Office de Radio-Television Diffusion Française. Consisteix en dos micròfons cardioides separats 17cm amb un angle de 110º, amb un angle de cobertura resultant de 96º.

### No coincidents

#### Tècnica A-B
Aquesta tècnica fa servir dos microfons omnidireccionals paral·lels a certa distància l'un de l'altre, que capturen informació estereofònica de diferència de temps interaural, així com informació de diferència de nivell (amplitud) si els micròfons estan col·locats prop de la font sonora.
Igual que amb la tècnica XY, la distància entre els micròfons definirà l’angle de cobertura i, per tant, l’amplada de la imatge estereofònica. A mesura que s’augmenta la distància entre els microfons, disminueix l'angle de cobertura. A una distància de 70 cm, l'angle de cobertura és aproximadament equivalent al de la tècnica ORTF quasi-coincident. A una distància major d’1m pot aparèixer un buit al mig de la imatge estereofònica degut a la poca correl·lació entre els dos canals.
Aquesta tècnica pot produir problemes de fase quan el senyal estereofònic es mescla a mono.